# 路易斯堡 (西維吉尼亞州)
路易斯堡（Lewisburg），又稱劉易斯堡，是美國西維吉尼亞州格林布賴爾郡的一個都市。在2010年的人口普查中，人口為3,830。 它是格林布賴爾郡的郡治。